# Pseudocyathodonta draperi
Pseudocyathodonta draperi is een tweekleppigensoort uit de familie van de Thraciidae. De wetenschappelijke naam van de soort is voor het eerst geldig gepubliceerd in 1990 door Coan.